# Lisa Schettner
Elisabeth Schettner [ʃˈetnə] conocida como Lisa Schettner (anteriormente Liz Schettner), es una cantautora y productora francesa, de ascendencia francesa, checa y alemana. Ha ganado popularidad publicando sus propias canciones y versiones.
Ambientalista y defensora de los derechos humanos, es conocida por su activismo a través de su composición, incluidas sus canciones "Wild", "Hands Off Ukraine", "Bayraktar [Mashup Edition]" y "Out of Touch". La mayoría de sus otras canciones son baladas románticas, folklóricas, medievales y celtas.
La canción de Lisa Schettner "Bayraktar [Mashup Edition]", escrita en colaboración con el coronel ucraniano Taras Borovok, habla de la invasión de Ucrania en febrero de 2022. La canción se convirtió en un éxito después de su lanzamiento el 7 de abril de 2022. Los principales periódicos, como The Telegraph y La Dépêche, retomaron la historia, y la canción también se compartió en la página oficial de Telegram del parlamento ucraniano. El sencillo llegó al hit parade ucraniano , y continúa transmitiéndose en las estaciones de radio ucranianas. Se hace referencia a "Bayraktar [Mashup Edition]" en el libro Words, Music and Propaganda, de Tjasa Mohar y Victor Kennedy, publicado en 2023. La canción también es el tema del artículo Not your ordinary drone: odes to the Bayraktar in the Russia–Ukraine war, publicado en 2024 por Cambridge University Press.
La escritora georgiana Tamuna Tsertsvadze menciona la música de Lisa en varias de sus obras.  En su libro Gift of the Fox, una de las heroínas se llama Liz Schettner, en honor a la artista. La balada folklórica de Lisa Schettner, "Edmund's Lullaby", fue compuesta como banda sonora del libro The Zodiac Circle, escrito por Tamuna.
En 2016, Liz lanzó su EP introductorio Up High, y más tarde su primer sencillo del mismo nombre. Sus canciones "Up High" y "Great Expectations" fueron seleccionadas entre las veinte mejores canciones irlandesas y celtas en el Top 20 anual del podcast americano Irish & Celtic Music Podcast. "Up High" también recibió una mención de honor en el Texas Scot Talent Contest de 2017. "Baby Beauty (Baby Shower Song)" obtuvo popularidad internacional luego de su éxito en TikTok, y los futuros padres en todo el mundo la tocan durante las fiestas de nacimientos.

## Inicios y formación
Lisa Schettner nació en Bayona, Francia.  Debido a la profesión de sus padres, cambiaba a menudo de país de residencia.  En todos los lugares del mundo donde vivió, la cultura local se convirtió en su principal interés, lo que le ayudó a desarrollar una aguda sensibilidad musical. Desde muy temprana edad aprendió piano y guitarra. Fue a los 12 años cuando empezó a componer su propia música y letras. Sus habilidades vocales y de piano se profundizaron bajo la dirección de los artistas ingleses Hilary Carrington y Simon Carrington, fundador y miembro del conjunto vocal The King's Singers, ganador del Premio Grammy.
Las primeras canciones de Lisa Schettner fueron grabadas en Vancouver en el estudio de Ed Sadler.Luego, Lisa creó su música en el estudio de su casa en Francia, y trabajó con varios ingenieros de sonido, incluidos Jim Kwan y el ganador Grammy Latino, Thomas Juth.
Gracias a las numerosas clases de ballet, lírica y jazz que tomó mientras crecía, Elisabeth Schettner perfeccionó sus habilidades de baile.  Aprendió hip-hop con Teya Wild, la finalista de So You Think You Can Dance Canadá, temporada 4.  Mientras estudiaba en el Lycée Français de Vienne (Escuela Secundaria Francesa de Viena), Lisa tomó clases de baile de salón en la prestigiosa Escuela de Danza "Elmayer".
En Irlandia y Inglaterra Lisa recibió formación profesional en arte dramático, en The Lir Academy y Rose Bruford College. Profundizó sus habilidades de actuación en Tarlington Training Studio; entre sus maestros se encontraban el actor de cine Cameron Bancroft y la fundadora del estudio Carole Tarlington, cuyo nombre ahora figura en el Salón de la Fama del Entretenimiento de BC.
En 2017, Lisa aprobó con éxito el examen de ingreso en Berklee College of Music, Boston, USA.

## Discografía

### Álbumes
| Título  | Detalles de álbum                                                                                   |
| ------- | --------------------------------------------------------------------------------------------------- |
| Up High | - Lanzado: 23 de julio de 2016 - Sello discográfico: autopublicado - Formatos: CD, descarga digital |

### Sencillos

#### Como artista principal
| Título                                                  | Año  | Álbum             |
| ------------------------------------------------------- | ---- | ----------------- |
| "Up High"                                               | 2016 | Up High           |
| "Strike You Out"                                        | 2016 | Up High           |
| "Inside The Dew (Acoustic Version)"                     | 2016 | Up High           |
| "Inside The Dew"                                        | 2017 | No-álbum sencillo |
| "SPY"                                                   | 2017 | No-álbum sencillo |
| "Wild" (con Ed Sadler)                                  | 2017 | No-álbum sencillo |
| "All Good People"                                       | 2018 | No-álbum sencillo |
| "Best Mistake" (con jugador de armónica Andreas Baltes) | 2018 | No-álbum sencillo |
| "Winter Holidays"                                       | 2018 | No-álbum sencillo |
| "Edmund's Lullaby"                                      | 2019 | No-álbum sencillo |
| "Baby-Beauty (Baby Shower Song)"                        | 2019 | No-álbum sencillo |
| "Amor Latino"                                           | 2019 | No-álbum sencillo |
| "Great Expectations"                                    | 2020 | No-álbum sencillo |
| "Don't Need"                                            | 2020 | No-álbum sencillo |
| "Strawberry Garden"                                     | 2021 | No-álbum sencillo |
| "Cinnamon"                                              | 2021 | No-álbum sencillo |
| "Thunderheart"                                          | 2021 | No-álbum sencillo |
| "Cinnamon (but London is depressing)"                   | 2021 | No-álbum sencillo |
| "Scarlet Letter"                                        | 2021 | No-álbum sencillo |
| "Baby, There's Covid Outside"                           | 2021 | No-álbum sencillo |
| "Frosbite"                                              | 2022 | No-álbum sencillo |
| "Burn Butcher Burn" (The Witcher (TV series) versión)   | 2022 | No-álbum sencillo |
| "Hands Off Ukraine" (con D-Toc)                         | 2022 | No-álbum sencillo |
| "BAYRAKTAR (Mashup Edition)" (con Taras Borovok)        | 2022 | No-álbum sencillo |
| "BAYRAKTAR (French Mashup Edition)" (con Taras Borovok) | 2022 | No-álbum sencillo |
| "Out Of Touch" (con Taras Borovok)                      | 2023 | No-álbum sencillo |
| "Christmas Mouse"                                       | 2023 | No-álbum sencillo |

#### Como artista secundario
| Título                                                         | Año  | Álbum                         |
| -------------------------------------------------------------- | ---- | ----------------------------- |
| "Wild Night" (Tyler Brooker con Lisa Schettner)                | 2020 | No-álbum sencillo             |
| "Until The End (English Duet Edition)"                         | 2021 | Until The End (Duet Editions) |
| "Until The End (French Duet Edition)"                          | 2021 | Until The End (Duet Editions) |
| "Frostbite (TakeHeart versión)" (TakeHeart con Lisa Schettner) | 2022 | No-álbum sencillo             |

#### Menciónes adicionales
Lisa es miembro del Programa de artistas de Shubb, la familia de artistas de Shubb. Cuando toca la guitarra, usa exclusivamente cejillas Shubb.
Alain de Botton, filósofo y autor británico, dijo sobre la música de Lisa Schettner: "Qué talento y dones naturales tienes! Estoy profundamente conmovido, y especialmente me encantó tu canción Strike You Out".